# Hans Appelqvist
Hans Appelqvist, född 1977 i Höör i Skåne, är en svensk kompositör och artist.

## Musik
Appelqvist albumdebuterade 2002 med Tonefilm, ett tämligen elektroniskt album som innehåller flera samplingar ur filmer och andra dialoger och monologer. Användandet av talade röster är genomgående i hela Appelqvists produktion. På EP:n Att möta verkligheten tonsatte han intervjuer med två flickor, en kinesisk kvinna och en tysk dam. På Bremort har han regisserat små radiodramatiska scener, EP:n Människornas ögon bygger på en uppläsning av Bo Bergman och på Naima hörs skådespelerskan Naima Wifstrands röst. Appelqvists intresse för Kina smittar även av sig i musiken i form av röster och andra inspelningar från landet.
Som vokalister på låtarna använder han ofta på ett mycket medvetet sätt amatörer, vilket ger ett sprött och bräckligt sound. 
Appelqvist har skrivit musik till en rad teaterproduktioner på bland annat Dramaten, Stockholms stadsteater och Malmö Stadsteater. 

## Diskografi i urval

### Album
- Tonefilm, Komplott, 2002. Appelqvists mest elektroniska album. Innehåller flera samplingar ur filmdialoger. I låten Frihet hörs skådespelaren Anders Henrikson ur Arne Sucksdorffs Pojken i trädet. I Bakfylleoro en dialog mellan Brasse Brännström och Mariann Rudberg ur Lasse Hallströms En kille och en tjej.

- Bremort, Komplott, 2004. Musik, radiodramatik och ljudberättande. Skivan utspelar sig under några dygn i den fiktiva småstaden Bremort.

- Naima, Häpna, 2006. Kretsar kring en figur/ande inspirerad av skådespelerskan Naima Wifstrand. På låten Ansvar medverkar Freddie Wadling på sång.

- Sifantin och mörkret, Häpna, 2007. Innehåller bland annat musik som Appelqvist använt vid spelningar och enstaka stycken som spelats in vid tidigare tillfällen, till exempel remixen av pausfågeln Göken, som beställdes av P2-programmet Ström 2006.

- Sjunga slutet nu, Häpna, 2011.
- Swimming Pool, Orange Milk Records, 2017[8]
- The Raft, Moviescore Media, 2018
- Fraemling, Plattform produktion, 2019

### EP
- The Xiao Fang EP, Mjäll, 2001
- The first three notes of the minor scale, Komplott, 2003
- Att möta verkligheten, Häpna, 2003

## Filmmusik i urval
- 2010 – Hälsningar från skogen
- 2015 – Every Face Has a Name
- 2015 – Dear Director
- 2017 – Min Börda
- 2018 – Flotten (film)
- 2019 – Fraemling

## Utmärkelser
- 2003 Manifestgalans pris i kategorin Bästa postrock/elektronika för Tonefilm.
- 2003 Andres Lokko utsåg Att möta verkligheten till årets EP.
- 2005 P3 Guld i kategorin Pop för albumet Bremort.[9]
- 2006 Nöjesguidens Malmö/Lunda-pris i kategorin Musik för Bremort.[10]
- 2019 Bästa musik på IDA Documentary Awards för Flotten.[11]